# Bugthorpe
Bugthorpe är en ort och civil parish i Storbritannien.   Den ligger i kommunen East Riding of Yorkshire och riksdelen England, i den centrala delen av landet, 280 km norr om huvudstaden London. Bugthorpe ligger 49 meter över havet och antalet invånare är 103.
Terrängen runt Bugthorpe är platt västerut, men österut är den kuperad. Terrängen runt Bugthorpe sluttar västerut. Runt Bugthorpe är det ganska tätbefolkat, med 139 invånare per kvadratkilometer. Närmaste större samhälle är York, 18,0 km väster om Bugthorpe. Trakten runt Bugthorpe består till största delen av jordbruksmark.